# إدوارد إم. كينغزبيري
إدوارد إم. كينغزبيري (بالإنجليزية: Edward M. Kingsbury)‏ هو صحفي أمريكي، ولد في 6 يوليو 1854، وتوفي في 23 يناير 1946.